# Centre national du livre
Pour les articles homonymes, voir CNL.
Le Centre national du livre (CNL) est un établissement public à caractère administratif français ; cest le premier soutien du livre et de la lecture en France.
« Il a pour mission d’encourager la création et la diffusion d’ouvrages de qualité à travers de nombreux dispositifs d’aide aux acteurs de la chaîne du livre (auteurs, éditeurs, libraires, bibliothèques, organisateurs de manifestations littéraires) et de favoriser le développement de la lecture, auprès de tous les publics. »

## Histoire

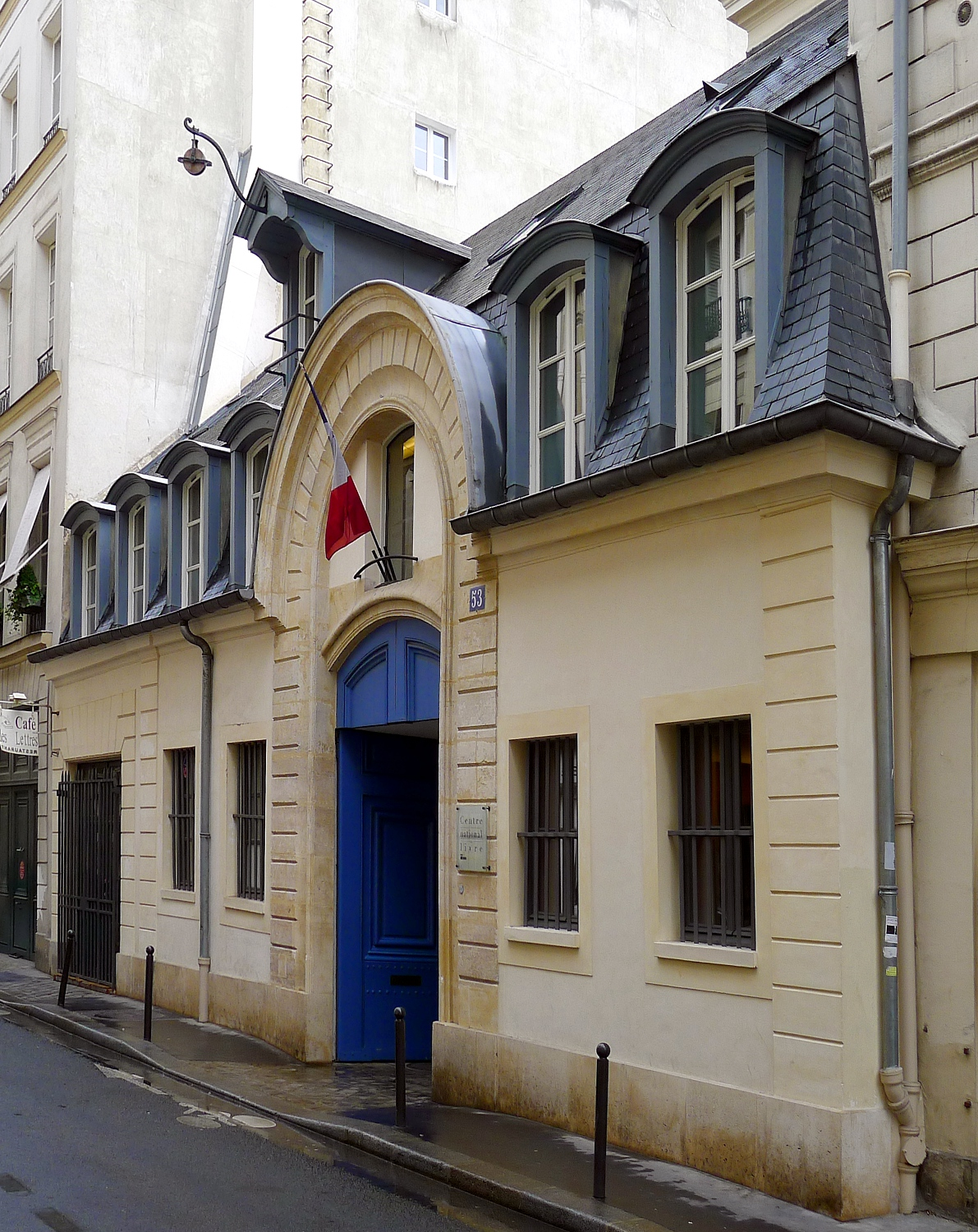
Siège du Centre national du livre au 53, rue de Verneuil, Paris 7e.

Après quelques tentatives entre-deux-guerres et sous Vichy, la Caisse nationale des lettres est créée comme établissement public autonome par la loi no 46-2193 du 11 octobre 1946. Alimentée par le produit d'une taxe sur l'édition, elle a pour seule mission l'aide à l'édition ou à la réédition de certains livres.
En 1973, l'établissement prend le nom de Centre national des lettres et passe de la tutelle de l'Éducation nationale à celle de la Culture. Ses activités s'élargissent à l'aide aux auteurs et à la littérature francophone non française.
À la suite de la création de la Direction du livre en 1975, le CNL connaît une nouvelle réforme avec le décret no 76-113 du 30 janvier 1976. Un conseil d'administration y est créé, présidé par le directeur du livre et de la lecture. Les missions sont à nouveau élargies, avec l'aide aux bibliothèques pour leur permettre d'acheter des livres qui risqueraient de se vendre mal, mais aussi avec l'aide à la traduction (d'auteurs non francophones en français et d'auteurs français dans différentes langues), enfin pour favoriser le « rayonnement du livre français ».
Le Centre prend son nom actuel à la suite du décret du 19 mars 1993. Ses missions sont à nouveau élargies, puisqu'il est chargé d'aider la diffusion du livre à travers les librairies. En 1996, les aides aux bibliothèques s'intensifient puisqu'elles visent plus généralement à leur permettre de développer leurs fonds documentaires.
En 2007, la modification de l'assiette sur la taxe sur la reprographie, entraîne une augmentation du budget du CNL de 4 M€, qui permet de créer de nouvelles aides et de consolider les dispositifs existants.
Le Centre national du livre est dorénavant financé sur le budget de l'État à compter du 1er janvier 2019 et la suppression de deux taxes qui lui étaient affectées : la taxe sur l'édition des ouvrages de librairie et la taxe sur les appareils de reproduction ou d'impression.
Avec la crise sanitaire en 2020, au-delà des aides courantes qui ont été maintenues, dès le mois de mars, le CNL a déclenché un plan d’urgence : les critères ont été assouplis et des aides exceptionnelles ont été allouées en faveur des auteurs, des maisons d’édition les plus fragiles, des librairies francophones à l’étranger et des manifestations littéraires, même si ces dernières étaient annulées. Dans un second temps, le CNL a mis en place un plan de relance ambitieux qui a permis de soutenir tous les acteurs de la chaîne du livre. Un fonds de soutien exceptionnel et une subvention à la modernisation ont notamment été créés pour aider les librairies françaises à résister et préparer l’avenir. Ainsi, en 2020, grâce à la mobilisation exceptionnelle des équipes, le CNL a doublé son soutien au secteur du livre, avec plus de 21 millions d’euros redistribués à travers le plan d’urgence et le plan de relance, en plus des 18,5 millions d’euros alloués à travers les dispositifs habituels.
En 2021, 1 767 aides ont été allouées pour un montant total de 15,8 M€ au titre du plan de relance, et 2 507 aides ont été allouées pour un montant total de 19,1 M€, au titre des dispositifs courants (subventions et prêts).

## Organisation et actions actuelles
Plus de 300 spécialistes (écrivains, universitaires, journalistes, chercheurs, traducteurs, critiques, éditeurs, libraires, etc.) siègent dans 25 commissions thématiques. Celles-ci se réunissent une à trois fois par an afin d’étudier les demandes et de donner un avis sur l’attribution des aides.
L’activité de ces commissions s’appuie également sur un vaste réseau de collaborateurs extérieurs — lecteurs et rapporteurs — qui contribue par son expérience et sa compétence à la qualité des travaux du CNL.
Ces interventions prennent la forme soit d’aide directe à ceux qui font les livres (qu’il s’agisse des auteurs ou des éditeurs) soit d’aide indirecte en subventionnant ceux qui diffusent les livres (libraires, bibliothèques). Le CNL attribue ainsi des aides à l'occasion de l'ouverture ou de l'agrandissement de certaines bibliothèques publiques ou encore pour favoriser la constitution de fonds spécifiques. Elle aide aussi les bibliothèques universitaires à acquérir des documents de haut niveau scientifique publiés en français.
Jusqu'en 2010, le CNL était présidé de droit par le directeur du livre et de la lecture, puis par le directeur général des médias et des industries culturelles. Toutefois, un décret du 27 avril 2010 prévoit la nomination d'un président en lieu et place du président de droit. Jean-François Colosimo a donc été nommé président le 12 mai 2010.
Vincent Monadé lui a succédé en 2013. Nommée le 18 novembre 2020, Régine Hatchondo est l'actuelle présidente du CNL.
Depuis 2021, et à la faveur de l’année de la lecture « grande cause nationale », le Centre national du livre (CNL) a engagé un programme ambitieux d’actions nationales afin de promouvoir le livre et la lecture auprès de tous les Français.
Désormais pérennisées, les actions du CNL s’articulent autour de trois axes : démultiplier les rencontres d’auteurs auprès des différents publics ; mettre la lecture au cœur de la vie des Français qui en sont le plus éloignés ; partager le plaisir de lire à travers la lecture à voix haute. En 2022, le CNL aura ainsi, par exemple, mis en place 200 résidences à l’école, 500 masterclasses d’auteurs au collège et au lycée, accompagné 1000 interventions d’associations partout en France et lancé de nouveaux programmes tels que le « Goncourt des détenus » auprès d’une trentaine d’établissements pénitentiaires ou le "Quart d'heure national de lecture" le 10 mars.

## Partir en Livre
Depuis 2015, le Centre national du livre organise chaque été, Partir en Livre, le festival national du livre pour la jeunesse, pour le ministère de la Culture. Partir en Livre sort les livres des étagères pour aller à la rencontre des jeunes publics sur leurs lieux et sur leurs temps de loisirs, afin de transmettre le plaisir de lire aux enfants, aux adolescents et à leur famille.
En 2024, la dixième édition de Partir en Livre a été accueillie par 3 500 lieux partenaires et ce sont près de 6 200 événements, gratuits et ouverts à tous, qui ont été organisés en France métropolitaine et ultramarine, confirmant l’implantation du festival sur l’ensemble des territoires14. Le public a ainsi pu assister à des ateliers, des jeux et des défis, des spectacles et des performances, des rencontres avec plus de 750 auteurs et illustrateurs dans les lieux labellisés par le CNL, des lectures, dans des bibliothèques et des librairies hors les murs, sur la plage ou au pied des immeubles. Les auteurs et autrices sont également allés à la rencontre du jeune public à l’occasion de 62 résidences dans les centres de loisirs et colonies, grâce à la mobilisation de La Ligue de l’enseignement, l’UNAT et les Francas ainsi qu à la collaboration de la Charte des auteurs.
Pour ses dix ans, Partir en Livre a confié à dix auteurs et autrices, emblématiques de la littérature jeunesse en France, l’écriture de 10 textes autour du thème du sport. Grâce au concours de l’Olympiade culturelle de Paris 2024, cet ouvrage, qui rassemble les nouvelles de Clémentine Beauvais, Kamel Benouada, Claire Castillon, Christelle Dabos, Malika Ferdjoukh, Philippe Lechermeier, David Moitet, Susie Morgenstern, Cécile Roumiguière et Jean-Christophe Tixier a été diffusé gratuitement et largement en format papier, et en ligne sur le site.
Le Livrodrome a posé sa caravane dans dix villes. Durant un mois, ce parc d’attractions littéraires a ainsi fait son propre tour de France en 10 étapes – d’Ermont le 11 juin à Montélimar le 11 juillet, et a attiré près de 18 000 adolescents et pré-adolescents de 11 à 18 ans, offrant à chaque étape vingt attractions littéraires, ludiques et participatives destinées à transmettre le goût du livre, de l’écriture et de la lecture. 
villes. 
En 2025, Partir en Livre entamera une nouvelle décennie d’engagement en faveur du plaisir de lire. C’est autour du thème « Les animaux et nous » que le festival renouvellera, du 18 juin au 20 juillet 2025, sa promesse de mettre un livre dans les mains de chaque enfant ou adolescent.

## Les Nuits de la lecture
Créées en 2017 par le ministère de la Culture pour célébrer le plaisir de lire, les Nuits de la lecture ont su conquérir, au fil des éditions, un public de plus en plus large.
En 2021, sur proposition du ministère de la Culture, les Nuits de la lecture étaient organisées pour la première fois par le Centre national du livre. Sur le thème de l'amour, qui épousait l’injonction de Victor Hugo : « Aimons toujours ! Aimons encore ! », près de 5 000 évènements se sont déployés en France et à l'internationale, au cours de l'un des temps forts de la "lecture, grande cause nationale".
Les 8e Nuits de la lecture, organisées pour la troisième année consécutive par le Centre national du livre, se sont tenues du 19 au 22 janvier2024 au cours de quatre soirées. Le public s'est réuni autour du thème du corps au cours de 8 500 évènements, dans plus de 4 000 structures en France ainsi que dans une trentaine de pays à travers le monde – un record de participation pour la manifestation et d'autant d'occasions de se rassembler pour faire corps avec la lecture.
En 2025, les Nuits de la lecture proposeront des milliers d'événements du 23 au 26 janvier autour du thème des « patrimoines ».

## Présidence du CNL

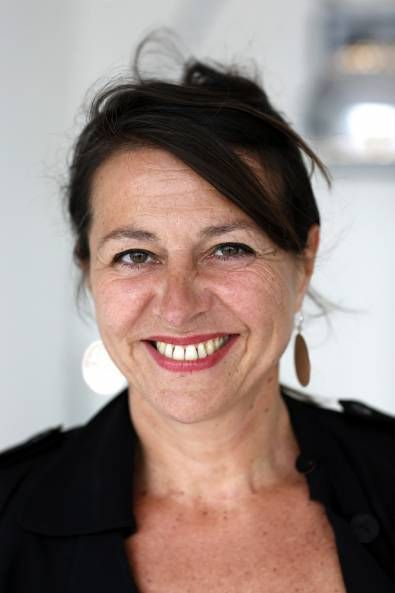
Régine Hatchondo, Présidente du Centre national du livre depuis le 18 novembre 2020 -

- 1975 - 1980 : Jean-Claude Groshens
- 1980 - 1981 : Pierre Vandevoorde
- 1981 - 1989 : Jean Gattégno
- 1989 - 1993 : Évelyne Pisier
- 1993 - 2003 : Jean-Sébastien Dupuit
- 2003 - 2005 : Éric Gross
- 2005 - 2009 : Benoît Yvert
- 2010 - 2013 : Jean-François Colosimo[19]
- 2013 -  2020 : Vincent Monadé
- Depuis 2020 : Régine Hatchondo